# Łukasz Majewski (muzyk)
Łukasz Majewski (ur. 11 września 1976) – polski muzyk, autor tekstów i kompozytor. Członek Związku Polskich Autorów i Kompozytorów ZAKR, Stowarzyszenia Autorów ZAiKS oraz Stowarzyszenia Artystów Wykonawców Utworów Muzycznych i Słowno-Muzycznych SAWP.  

## Życiorys
Założyciel zespołu kaVka (piosenka autorska), a także współzałożyciel zespołu Vergil van Troff (piosenka turystyczna/poezja śpiewana/folk miejski). Od 2008 roku występuje jako Łukasz Majewski.  
Członek jury Ogólnopolskiego Turystycznego Przeglądu Piosenki Studenckiej Bazuna (w latach 2005–2007, 2009, 2011–2024), Giełdy Piosenki Wieczorne Nastroje (w latach 2014–2021) oraz Festiwalu Piosenki Szałamaja (w latach 2013–2020). 

## Nagrody
- 43. Studencki Festiwal Piosenki w Krakowie – Nagroda im. Wojciecha Bellona[1]
- 17 Ogólnopolski Festiwal Piosenki Artystycznej OFPA w Rybniku – Grand Prix[2]
- XXII, XXIX oraz XXXII Międzynarodowy Festiwal Bardów OPPA – Złota Piątka laureatów[3][4][5]
- XXXVII Międzynarodowy Festiwal Bardów OPPA – nagroda publiczności koncertu galowego „Premiery i interpretacje”[6]
- II Festiwal Piosenki Poetyckiej im. Jacka Kaczmarskiego „Nadzieja” – 1 nagroda[7]
- 29 Ostrołęckie Spotkania z Piosenką Kabaretową OSPA – 1 nagroda
- VIII Ogólnopolska Giełda Piosenki Poetyckiej Wieczorne Nastroje – 1 nagroda
- V Ogólnopolski Konkurs Piosenki Poetyckiej O złote koło młyńskie – 1 nagroda
- XIX Ogólnopolski Turniej Śpiewających Poezję – Łaźnia – 1 nagroda (Złoty Prysznic)
- XX Ogólnopolski Turniej Śpiewających Poezję – Łaźnia – nagroda publiczności (Diamentowy Prysznic)
- XI Poetycko – Muzyczna Bitwa Pod Gorlicami – 2 nagroda
- XXXI i XXXII Ogólnopolski Turystyczny Przegląd Piosenki Studenckiej Bazuna – dwukrotny laureat Rajdowej Piosenki Roku oraz laureat nagrody im. Janka i Jacka Stefańskich[8][9]

## Albumy solowe
- Mężczyzna z zakolami (2013) – MTJ, CDMTJ: 11439
- Ad Acta (2015) – ŁM/2015/001
- Niebajka (2017) – ŁM/2017/001
- Na prawo od Jiczyna (2019) – ŁM/2019/01
- Bosewo live (2023) – ŁM/2023/01

## Albumy zespołowe
- Vergil van Troff – Niedoczekana (2019) – ŁM/2019/02

## Wydawnictwa
- WierszTaki dla dzieci (2013) – Warszawska Firma Wydawnicza, ISBN 978-83-7805-762-8.

## Kompilacje różnych wykonawców
- Bazunowe wędrówki (2014) – utwór Ballada z widokiem na morze, CD2, Soliton

## Występy gościnne
- Kwartet ProForma – Na końcu świta (2015) – gościnnie śpiew w utworze Śmierć nie jest końcem, Moabit Records
- Cisza Jak Ta – Projekt Ze starej szuflady – Szuflada druga (2018) – gościnie w utworze Zielone dni, Cisza Jak Ta